# Donnelly (Minnesota)
Pour les articles homonymes, voir Donnelly.
Donnelly est une ville américaine située dans le comté de Stevens, dans le Minnesota. Selon le recensement de 2020, sa population est de 221 habitants.